# Jerzy Stuhr
Jerzy Oskar Stuhr (Cracovia, 18 de abril de 1947-Cracovia, 9 de julio de 2024) fue un actor, cineasta, profesor de actuación y guionista polaco. Ejerció como rector de la Academia de Arte Dramático Ludwik Solski, en Cracovia.
Entre sus interpretaciones más destacadas se encuentran: el papel de Max en la película polaca de acción, ciencia ficción y comedia Seksmisja y el papel de Szyszkownik Kilkujadek en la comedia polaca King Size.
Su hijo, Maciej Stuhr, también es actor.

## Filmografía

### Como actor
- 1971: Trzecia czesc nocy (‘la tercera parte de la noche’), dirigida por Andrzej Żuławski.
- 1971: Milion za Laure, dirigida por Hieronim Przybyl.
- 1973: Przyjecie na dziesiec osób plus trzy, dirigida por Jerzy Gruza.
- 1973: Na wylot, dirigida por Grzegorz Królikiewicz.
- 1975: Strach, dirigida por Antoni Krauze.
- 1976: Próba cisnienia, dirigida por Tadeusz Junak (TV).
- 1976: Blizna, dirigida por Krzysztof Kieślowski.
- 1978: Wodzirej, dirigida por Feliks Falk.
- 1978: Bez znieczulenia (‘Sin anestesia’), dirigida por Andrzej Wajda.
- 1979: Aktorzy prowincjonalni (‘actores de provincia’), dirigida por Agnieszka Holland.
- 1979: Amator (‘amante [del cine]’), dirigida por Krzysztof Kieślowski.
- 1979: Szansa, dirigida por Feliks Falk.
- 1980: Spokój, dirigida por Krzysztof Kieślowski (TV).
- 1980: Cma, dirigida por Tomasz Zygadlo.
- 1980: Wizja lokalna 1901, dirigida por Filip Bajon.
- 1981: Przypadek (‘destino ciego’), dirigida por Krzysztof Kieślowski (sin acreditar).
- 1981: From a far country (‘de un país lejano’), dirigida por Krzysztof Zanussi.
- 1981: Wojna swiatów - nastepne stulecie, dirigida por Piotr Szulkin.
- 1983: Dziady, dirigida por Laco Adamik (TV).
- 1984: Seksmisja, dirigida por Juliusz Machulski.
- 1984: El año del sol tranquilo (Rok spokojnego słońca), dirigida por Krzysztof Zanussi.
- 1985: O-bi, O-ba - Koniec cywilizacji, dirigida por Piotr Szulkin.
- 1985: Medium, dirigida por Jacek Koprowicz.
- 1986: Ga, Ga - Chwala bohaterom, dirigida por Piotr Szulkin.
- 1987: Bohater roku, dirigida por Feliks Falk.
- 1987: Matka Królów, dirigida por Janusz Zaorski.
- 1987: Pociag do Hollywood, dirigida por Radoslaw Piwowarski.
- 1987: Ucieczka, dirigida por Tomasz Szadkowski.
- 1987: Luk Erosa, dirigida por Jerzy Domaradzki.
- 1988: Déjà vu dirigida por Juliusz Machulski.
- 1988: Smierc Johna L., dirigida por Tomasz Zygadlo.
- 1988: Kingsajz (‘tamaño King Size’), dirigida por Juliusz Machulski.
- 1989: Obywatel Piszczyk, dirigida por Andrzej Kotkowski.
- 1989: Dekalog, dziesięć (‘decálogo 10’)., dirigida por Krzysztof Kieślowski.
- 1991: Zycie za zycie (‘una vida por otra vida’, acerca de Maximiliano Kolbe), dirigida por Krzysztof Zanussi.
- 1993: Uprowadzenie Agaty, dirigida por Marek Piwowski.
- 1994: Trois couleurs: blanc (‘tres colores: blanco’), dirigida por Krzysztof Kieślowski.
- 1995: Spis cudzoloznic (TV), también director.
- 1996: Matka swojej matki, dirigida por Robert Glinski.
- 1997: Historie milosne (‘historia de amor’), también director.
- 1997: Kiler, dirigida por Juliusz Machulski.
- 1999: Kilerów 2-óch, dirigida por Juliusz Machulski.
- 1999: Tydzien z zycia mezczyzny (‘siete días en la vida de un hombre’), también director.
- 2000: Daun Haus, dirigida por Roman Kachanov.
- 2000: La vita altrui, dirigida por Michele Sordillo.
- 2000: Duze zwierze, también director.
- 2001: Weiser, dirigida por Wojciech Marczewski.
- 2003: Show, dirigida por Maciej Slesicki.
- 2003: Pogoda na jutro, también director.
- 2005: Persona non grata, dirigida por Krzysztof Zanussi.
- 2005: Doskonale popoludnie, dirigida por Przemyslaw Wojcieszek.
- 2006: Il caimano (‘el caimán’, acerca de Silvio Berlusconi), dirigida por Nanni Moretti.
- 2006: The making of parts (cortometraje), dirigida por Daniel Elliott
- 2007: Korowód, también director.
- 2010: Mistyfikacja, dirigida por Jacek Koprowicz.
- 2010: Io sono con te, dirigida por Guido Chiesa.
- 2011: Habemus papam, dirigida por Nanni Moretti.

### Director
- 1995: Spis cudzoloznic (TV).

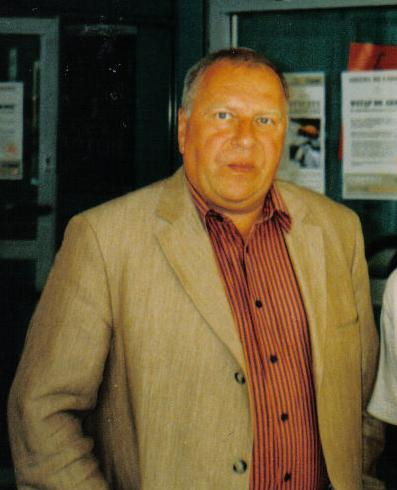
Jerzy Stuhr en 2007.

- 1997: Historie milosne (‘historia de amor’).
- 1999: Tydzien z zycia mezczyzny (‘siete días en la vida de un hombre’).
- 2000: Duze zwierze.
- 2003: Pogoda na jutro.
- 2007: Korowód.

## Teatro

### Como director
- 1985: El contrabajo de Patrick Süskind.
- 1990: Iwona księżniczka burgunda de Witold Gombrowicz.
- 1991: La fierecilla domada, de William Shakespeare.
- 1993: El burgués gentilhombre de Molière.
- 1995: Macbeth, de William Shakespeare.
- 1998: Las alegres comadres de Windsor, de William Shakespeare.
- 2001: Los reverendos, de Sławomir Mrożek.

## Premios y distinciones
Festival Internacional de Cine de Venecia
| Año  | Categoría                      | Película          | Resultado |
| ---- | ------------------------------ | ----------------- | --------- |
| 1997 | Premio FIPRESCI-Mejor película | Historias de amor | Ganador   |
| 1997 | Premio OCIC-Mejor película     | Historias de amor | Ganador   |
| 1997 | Premio Anicaflash              | Historias de amor | Ganador   |
| 1997 | Premio Sergio Trasatti         | Historias de amor | Ganador   |